# План Плеван
Планът Плевен е проект за създаване на Европейска отбранителна общност, предложен през 1950 г. от френския премиер Рене Плеван (на френски: René Pleven), изработен главно от Жан Моне (на френски: Jean Monnet).
Той предвижда изграждането на единна наднационална европейска армия на мястото на съществуващите национални армии. Планът не е осъществен.